# Philipp Nicolai
Philipp Nicolai, född 10 augusti 1556, död 26 oktober 1608, var en tysk teolog, präst och tonsättare som var verksam bland annat i Hamburg.

## Biografi
Philipp Nicolai föddes i Mengeringhausen i Waldeck-Frankenberg nära Bad Arolsen, nordväst om Kassel i Hessen, Tyskland som son till prästen Dietrich Nicolai och hans hustru Katharina. Under skoltiden flyttade han flera gånger mellan Arolsen, Kassel, Hildesheim, Dortmund, Mühlhausen (Thüringen) och Corbach. Vid 19 års ålder (1575) började han studera vid Erfurts universitet men flyttade ett år senare till Wittenberg för teologistudier, varefter han prästvigdes 1579. De följande åren bodde han i Volkhardinghausen. Sin första prästtjänst fick han i augusti 1583 i Herdecke, en församling som fördrivit hans far 33 år tidigare under striderna mellan olika religiösa riktningar. Tre år senare, i april 1586, tvingades han fly från plundrande spanska katoliker (Nicolai omfattade den lutherska läran), alternativt avgick efter att katolsk mässa införts av en kollega. Enligt vissa källor flyttade han till sin syster i Köln och gick med i den underjordiska evangeliska rörelsen. Enligt andra källor blev han Diaconus i Niederwildungen nära Waldeck 1586 och året efter pastor där. I november 1588, vid 32 års ålder, fick han en prästtjänst i Altwildungen och anställdes av änkegrevinnan Margaretha von Waldeck som Hofprediger (hovpredikant) och informator åt hennes son Wilhelm Ernst. 1594 promoverades Nicolai till teologie doktor vid universitetet i Wittenberg.
1596 tillträdde han en prästtjänst i Unna i Westfalen där pesten kom att härja svårt de två följande åren och kräva över 1 400 liv. Denna period berörde Nicolai djupt och han skrev flera meditationer och andliga sånger. Han samlade dessa i en ”Trostbuch” (”tröstebok”) med namnet Frewden Spiegel deß ewigen Lebens (med modern tyska: Freudenspiegel des ewigen Lebens (Det eviga livets glädjespegel) som publicerades 1599 i Frankfurt am Main.
Den 8 januari år 1600 gifte han sig med Katharina Dornberger, änka efter teologie doktor Petrus Dornberger, och i april året efter valdes han enhälligt till tjänsten som Hauptpastor (en högre prästtjänst) i St. Katharinens församling i Hamburg vilken han tillträdde den 6 augusti 1601. Sju år senare dog Nicolai i en häftig febersjukdom vid endast 52 års ålder och begravdes i kyrkan St. Katharinen. En detaljerad nekrolog/biografi finns bevarad vid universitetet i Mannheim (länk nedan). Han erbjöds under tiden i Hamburg professur vid universiteten i Rostock, Greifswald och Wittenberg men han avböjde dem alla.
I religionen såg Nicolai sig som strikt lutheran i den tidens strider mellan Luthers, Calvins och katolska kyrkans läror. Nicolai deltog i striderna och publicerade flera skrifter, ofta mot kalvinismens lära, vilket renderade honom Kanzelverbot (predikoförbud).

## Psalmer
Philipp Nicolais mest kända verk är sannolikt ”trösteboken” Freudenspiegel des ewigen Lebens och bland dessa psalmer både text och musik till Wachet auf ruft uns die Stimme till melodin som populärt kallas Koralernas konung och Wie schön leuchtet der Morgenstern till melodin som populärt kallas Koralernas drottning. Båda är översatta till flera språk och ofta varierade melodier, även i senare tids svenska psalmböcker.
Nicolais kompositioner finns representerade i Den svenska psalmboken 1986 med ett antal verk varav flera är på samma melodi (317, 329, 632 på Koralernas konung och nedan presenterade på Koralernas drottning). Hans psalmer finns också i danska Psalmebog for Kirke og Hjem.
- Du morgonstjärna mild och ren (1986 nr 478) Finns på Wikisource.
- Ett, Jesus, än påminner jag (1986 nr 498)
- Hur snabbt, o Gud, vår tid förgår (1986 nr 515) variant
- Nu segrar alla trognas hopp (1986 nr 132) Finns på Wikisource.
- Så skön går morgonstjärnan fram (1986 nr 319) Finns på Wikisource.
- Vak upp, min själ, och var ej sen (1819 nr 430)
- Var hälsad, sköna morgonstund (1986 nr 119) Finns på Wikisource.
- Vår tid är ganska flyktig här (1819 nr 412)